# Bataille de Farsia (février 1987)
Pour les articles homonymes, voir Bataille de Farsia.
Guerre du Sahara occidental
Batailles
La bataille de Farsia a eu lieu le 25 février 1987 pendant la guerre du Sahara occidental. Le Polisario attaque avec succès le mur des sables.

## Contexte

Carte du mur des sables.

La bataille a lieu deux jours avant l'anniversaire de la proclamation de la République arabe sahraouie démocratique et une semaine avant la fête du trône. De plus, l'attaque a lieu pendant une conférence de l'OUA à Addis-Abeba.

### Forces en présence
Les deux points d'appui marocains attaqués, situés à  Oum Lagta dans le sous-secteur de Farsia (en), sont défendus par deux garnisons de 50  et   80 hommes respectivement, manquant de missiles anti-char. Ces points d'appui sont difficiles à attaquer, situés en surplomb d'une grande plaine dégagée. Les unités d'intervention venues en renforts de Zag et de Haouza appartiennent à la 7e brigade d'infanterie mécanisée.
Les sahraouis engagent deux bataillons d'infanterie sur blindés BMP-1 ou BTR-60, deux bataillons sur véhicules tout-terrain , une compagnie de blindé (avec des chars T-55), deux compagnies antiaériennes, une batterie de BM-21 Grad et d'autres forces auxiliaires. Un des bataillons reste en soutien logistique pour l'évacuation des prisonniers et matériels marocains capturés. Le tout représente environ une centaine de blindés.

## Déroulement

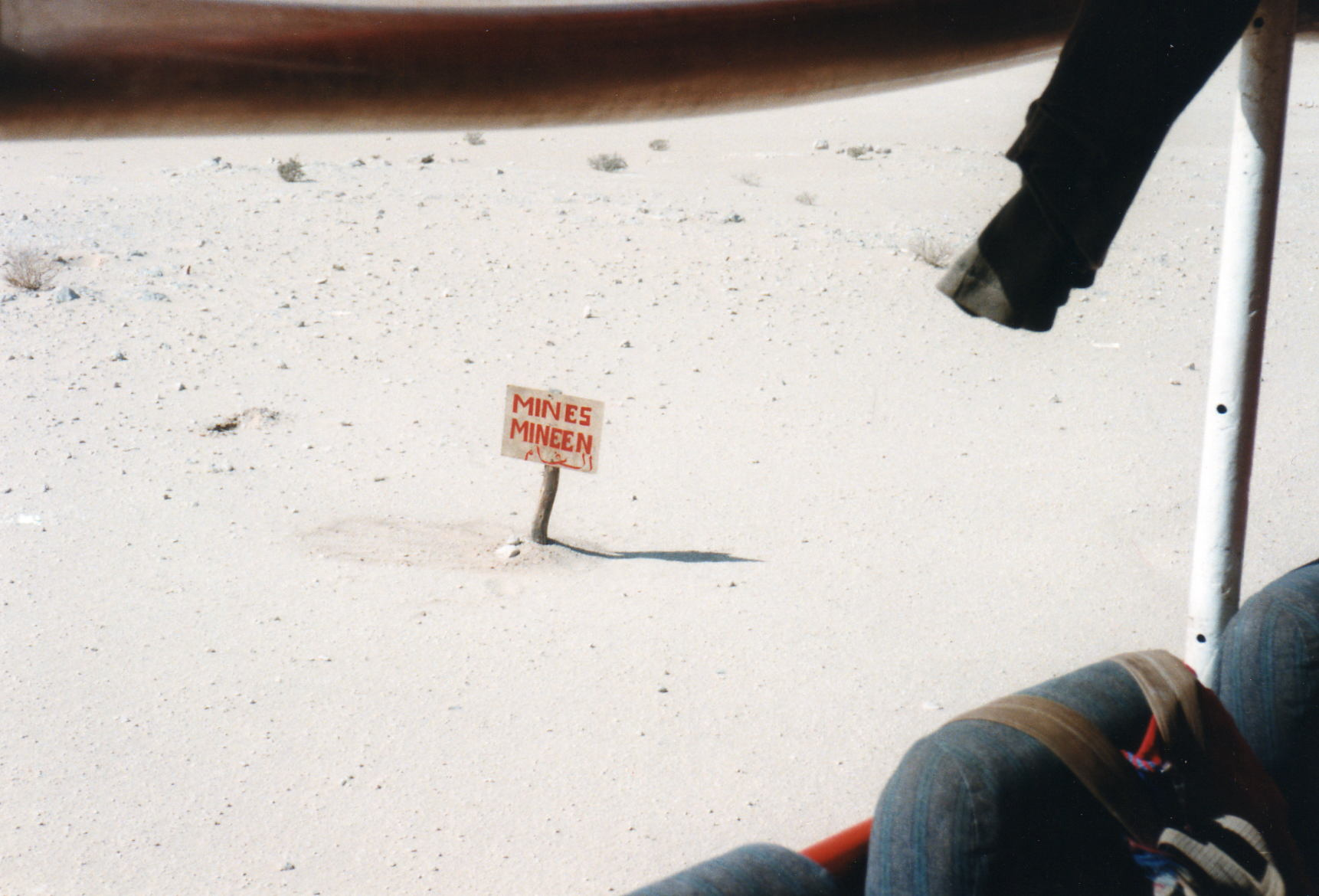
Un champ de mines au Sahara occidental en 1995.

Les forces sahraouies s'approchent dans la nuit sans être détectées par la garnison marocaine. Les Marocains avaient repéré vers minuit le départ des assaillants depuis Tindouf mais s'attendaient à une attaque sur Bir Anzarane ou Oum Dreyga. Les unités antiaériennes sahraouies se déploient pour empêcher l'intervention de l'aviation marocaine tandis que les sapeurs sahraouis ouvrent des brèches dans le mur avant l'attaque. Ils déterrent dans la nuit les mines marocaines, pour aller ensuite les enterrer sur les itinéraires qui seront utilisés par les renforts marocains.
Après un violent bombardement d'artillerie dans la nuit, l'attaque des points d'appui commence à 5 h ou 6 h, avec deux attaques mécanisées simultanées, l'une principale et l'autre secondaire. Les chars sahraouis restent en réserve. Les forces rebelles pénètrent une vingtaine de kilomètres derrière le mur.
Les renforts marocains seraient arrivés à 7 h mais tombent dans une embuscade tendue par 7 petits détachements rebelles prépositionnés près des bases marocaines. L'attaque est terminée à 9 ou 11 h.
Des systèmes anti-aériens 2K12 Kub déployés en Algérie sont détectés par les radars marocains pendant la bataille mais l'aviation et les hélicoptères marocains auraient pu intervenir quand même.

## Bilan et conséquences

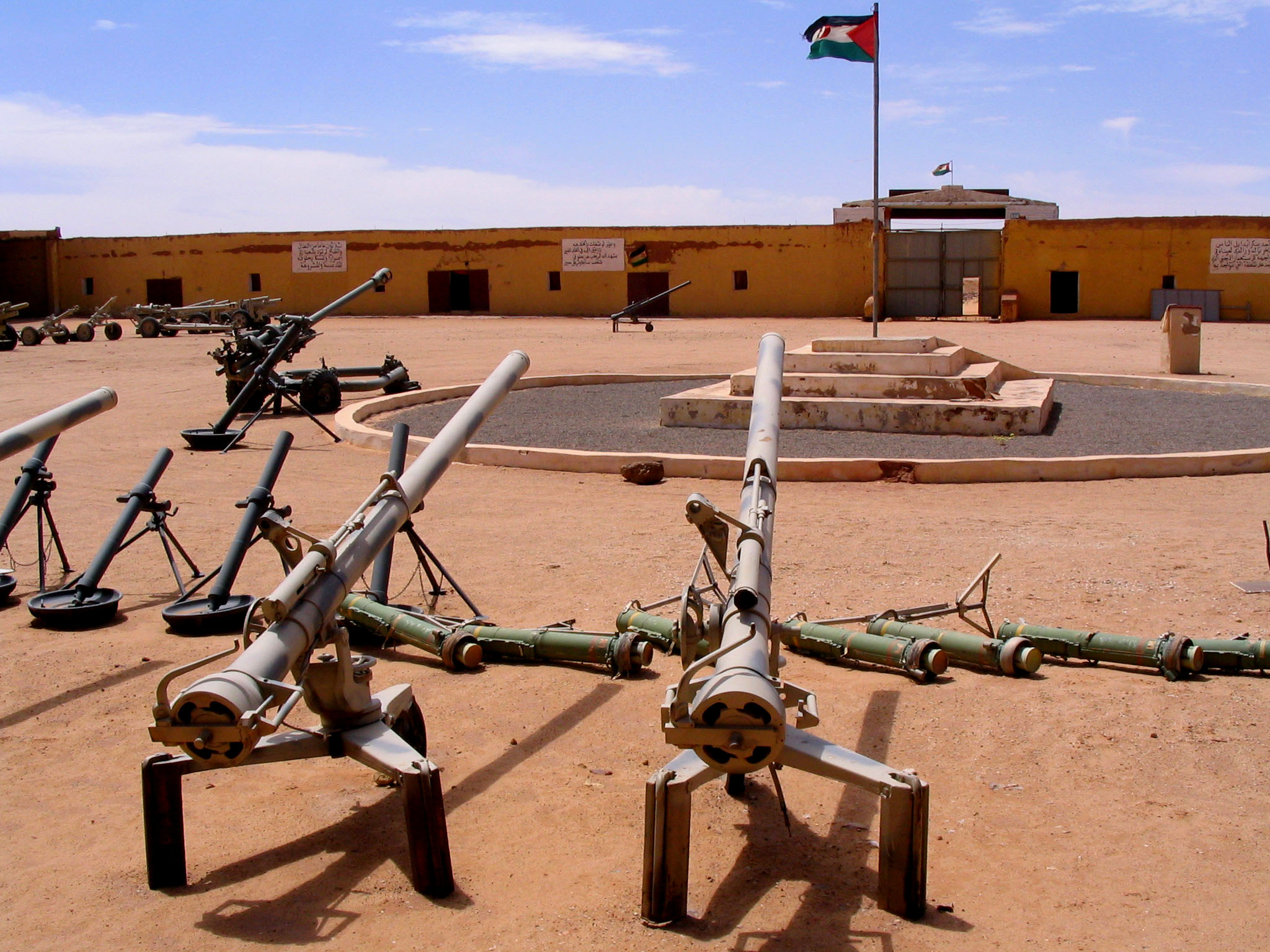
Du matériel militaire capturé aux forces royales dans un musée de Tindouf en 2004. Au deuxième plan à droite des tubes de M47 Dragon et à gauche des mortiers.

Une source indépendante donne une trentaine de morts et soixante blessés, ce qui correspond aux confidences des colonels marocains du secteur, même si le communiqué du Polisario n'hésite pas à annoncer 245 morts marocains, bilan considéré comme discutable. De manière plus fiable, le Polisario annonce la capture de 6 véhicules non blindés, d'un canon M114 de 155 mm, d'un canon de 75 mm, de 5 missiles M47 Dragon et 7 missiles MILAN, d'un canon ZU-23, de 3 mitrailleuses lourdes KPV, de 5 RPG-7, de six mortiers, d'une centaine d'armes légères (FAL, Kalachnikov, MAT-49 et mitrailleuses) et de matériels de communications. Un journaliste de l'AFP constate que les indépendantistes ont fait 83 prisonniers, dont une vingtaine de blessés. Le Polisario ramène également un char  marocain. Le général Bennani, commandant la zone sud, revendique la destruction de 4 BMP et de six véhicules légers indépendantistes, ainsi que la mise hors de combat d'environ 60 rebelles. Un lieutenant-colonel et deux lieutenants auraient été tués. 
L'attaque, catastrophique pour le Maroc, provoque la convocation du général Bennani par le roi Hassan II, pour l'entendre au sujet des  graves carences des FAR alors que le 6e mur est en construction dans le Sud.
Pour le Front Polisario, l'attaque montre que le mur est destructible par l'emploi d'un nombre important de blindés, soutenus par des moyens sol-air.